# Vladimir Miholjević
Vladimir Miholjević (Zagreb, 18 de enero de 1974) es un ciclista croata que fue profesional entre 1997 y 2012.
Su mayor éxito como profesional fue la consecución de la clasificación de la montaña de la París-Niza de 2002.

## Palmarés
1998
- Tour de Croacia, más 2 etapas
- Campeonato de Croacia en Ruta

1999
- 2.º en el Campeonato de Croacia Contrarreloj

2000
- Tour de Doubs
- Jadranska Magistrala
- Campeonato de Croacia en Ruta
- 2.º en el Campeonato de Croacia Contrarreloj

2001
- Porec Trophy
- 3.º en el Campeonato de Croacia en Ruta
- 2.º en el Campeonato de Croacia Contrarreloj

2008
- 2.º en el Campeonato de Croacia en Ruta

2012
- Campeonato de Croacia Contrarreloj
- Campeonato de Croacia en Ruta

## Resultados en Grandes Vueltas y Campeonatos del Mundo
| Carrera         | Carrera         | 1997 | 1998 | 1999 | 2000  | 2001 | 2002 | 2003 | 2004 | 2005 | 2006 | 2007 | 2008 | 2009 | 2010 | 2011 | 2012 |
| --------------- | --------------- | ---- | ---- | ---- | ----- | ---- | ---- | ---- | ---- | ---- | ---- | ---- | ---- | ---- | ---- | ---- | ---- |
|                 | Giro de Italia  | —    | —    | —    | —     | —    | 35.º | 39.º | 24.º | 31.º | Ab.  | 65.º | 21.º | 53.º | 25.º | 31.º | —    |
|                 | Tour de Francia | —    | —    | —    | —     | —    | —    | 50.º | —    | —    | —    | —    | —    | —    | —    | —    | —    |
|                 | Vuelta a España | —    | —    | —    | —     | —    | 24.º | —    | 78.º | —    | —    | —    | —    | —    | —    | —    | —    |
| Mundial en Ruta | Mundial en Ruta | —    | —    | —    | 107.º | —    | 82.º | —    | —    | —    | —    | —    | Ab.  | 70.º | —    | —    | Ab.  |

—: no participa
Ab.: abandono

## Equipos
- KRKA-Telekom Slovenije (1997-2001)
- Alessio (2002-2004)
- Liquigas (2005-2009)
- Acqua & Sapone (2010-2012)